# Cushings syndrom
Cushings syndrom er en sjælden sygdom der skyldes overproduktion af binyrebarkhormonet cortisol. Sygdommen skyldes som regel en svulst og vil ubehandlet føre til døden. Sygdommen giver en række fysiske og psykiske symptomer. De fysiske symptomer omfatter fedme hvor fedtet (udover at sætte sig på maven) sætter sig i nakken (tyrenakke) og i ansigtet (måneansigt). Arme og ben bliver derimod usædvanligt tynde og svage. Der opstår desuden blå mærker uden at personen er kommet til skade. Ringe sårheling ses også sammen med øget tendens til infektioner. Hos børn stopper væksten. De psykiske symptomer gør at personen ofte er meget humørsyg og desuden ekstremt paranoid. Mange mener i dag, at den engelske konge Henrik d. 8. led af sygdommen hvilket kunne forklare hans voldsomme vægtstigning samt hans gale adfærd der i hans sidste år medførte utallige henrettelser, meningsløse krige og hans i alt seks ægteskaber. 

## Behandling
Hvis tilstanden skyldes en svulst vil sygdommen blive behandlet med kirurgi, stråleterapi eller medicin. Sygdommen kan dog også skyldes at personen i længere tid er blevet behandlet med for meget binyrebarkhormon og her vil man i stedet gradvis trappe medicinen ned.